# Главатских, Константин Николаевич
Константи́н Никола́евич Глава́тских (16 апреля 1985 года, Удмуртская АССР) — российский лыжник, призёр этапа Кубка мира, чемпион России, победитель Универсиады. Мастер спорта международного класса. Специализируется на дистанционных гонках

## Карьера
В Кубке мира Главатских дебютировал 23 января 2010 года, в феврале 2012 года единственный раз в карьере попал в тройку лучших на этапе Кубка мира, в эстафете. Кроме этого имеет на своём счету 8 попаданий в десятку лучших на этапах Кубка мира, 6 в личных дистанционных гонках и 2 в эстафетах. Лучшим достижением Главатских в общем итоговом зачёте Кубка мира является 39-е место в сезоне 2011/12.
За свою карьеру принимал участие в одном чемпионате мира, на чемпионате мира 2011 года в Хольменколлене занял 29-е место в масс-старте на 50 км свободным стилем.
Участник олимпийских игр 2014 года в Сочи. Занял 38 место.
Использует лыжи производства фирмы Fischer.